# Междоусобная война Невиллов и Перси
Междоусобная война Невиллов и Перси (англ. Percy–Neville feud) — феодальная война, которую вели между собой в 1453—1454 годах члены североанглийских родов Невилл, Перси и их сторонники. Основной причиной конфликта послужили территориальные споры представителей родов за господство в Северной Англии. Перси в результате восстания 1405 года Генри Перси, 1-го графа Нортумберленда, против короля утратили все владения; хотя его внуку позже были возвращены некоторые земли и титул графа Нортумберленда, часть родовых поместий Перси он получить не смог. Самым могущественным родом в Северной Англии в 1-й половине XV века стали Невиллы: к началу 1450-х годов глава Невиллов, Ричард Невилл, граф Солсбери и его близкие родственники контролировали полосу в Северной Англии от побережья до побережья. Его возвышение вызывало недовольство Генри Перси, 2-го графа Нортумберленда; ко всему прочему, Невиллы получили некоторые бывшие поместья Перси. По мнению историка Ральфа Гриффитса перспектива окончательной утраты своих древних владений стала для Перси последней каплей. В итоге летом 1453 года соперничество между родами переросло в открытую войну.
При этом конфликт между Невиллами и Перси происходил на фоне династического кризиса в Англии и недееспособности короля, что привёло к слабости центральной власти. Управлявший страной от имени короля совет не мог позволить себе магнатов, поддержка которых могла понадобиться. Поэтому попытки английской короны уладить разногласия были безрезультатными. Вооружённые столкновения закончились только после битвы при Стэмфорд-Бридже, в которой Невиллам удалось захватить в плен двух сыновей графа Нортумберленда. Позже вражда между родами продолжилась во время войны Алой и Белой розы.
Существует гипотеза, высказанная историком Энтони Поллардом, по которой войну Алой и Белой розы следует рассматривать не только как противостояние между Ланкастерами и Йорками, но и как войну между Невиллами и Перси, но она не получила поддержки других историков. По наиболее распространённой версии, хотя связь между междоусобным конфликтом Невиллов и Перси и последующей войной Алой и Белой розы существует, она не является основной причиной войны, поскольку та являлась следствием слабости центральной власти.

## Предпосылки конфликта

### Перси
Территориальное могущество рода Перси заложил Генри Перси, 1-й граф Нортумберленд (1341—1408). Генри унаследовал от отца земельные владения и значительно их расширил. Влияние землевладельца настолько возросло, что в 1377 году ему был пожалован титул графа. В 1399 году Генри участвовал в низложении Ричарда II и способствовал вступлению на престол Генриха IV. Однако уже в 1403 году граф Нортумберленд вместе с братом, графом Вустером, и сыном, Генри Хотспуром, начал восстание против короля. Мятеж окончился неудачей: 21 июля 1403 года армия восставших, которую возглавляли Хотспур и Вустер, была разбита в битве при Шрусбери, а сами они погибли. Граф Нортумберленд в битве не участвовал и был помилован, однако лишился ряда должностей. В 1405 году он вновь организовал неудачное восстание, после подавления которого его владения и титулы были конфискованы, бывший граф был вынужден бежать и умер в изгнании.
Генри Перси, 2-й граф Нортумберленд (1394—1455), сын Генри Хотспура, в момент восстания деда был несовершеннолетним. Он стремился вернуть родовые владения, располагавшиеся преимущественно в Йоркшире, Нортумберленде и Камберленде. В этом ему, возможно, помогла тётя короля Генриха V — Джоан Бофорт, графиня Уэстморленд, женившая Генри на своей дочери Элеоноре. В 1414 году ему была возвращена часть владений и титул графа Нортумберленда, однако некоторые родовые поместья он так и не вернул. В результате он был не самым богатым магнатом, хотя в момент смерти стоимость его поместий составляла более 3100 фунтов.

### Невиллы
Могущество дома Невиллов заложил Джон Невилл, 3-й барон Невилл из Рэби (ок. 1330—1388). Благодаря покровительству Джона Гонта и дружбе с Уильямом Латимером, 4-м бароном Латимером, на наследнице которого он женился, Невилл получил немало владений в Нортумберленде и Йоркшире, а также приобрёл большое личное богатство. По сообщению «Вестминстерской хроники» в 1385 году король Ричард II присвоил ему титул графа Камберленда, однако в знак протеста против щедрости короля парламент в октябре того же года отказался утвердить этот титул. Графом смог стать наследник Джона, Ральф Невилл (ок. 1364—1425), получивший в 1397 году титул графа Уэстморленда.
В 1390-е годы Невиллы стали столь же могущественным и важным родом в Северной Англии, как и Перси. Они имели тесные связи с королевским двором, а семейные связи с Джоном Гонтом серьёзно повлияли на будущее Невиллов. Как и граф Нортумберленд, Ральф Невилл поддержал свержение Ричарда II и возведение на престол Генриха IV. Ральф женился на единокровной сестре короля Джоан Бофорт, а после восстания Перси получил на время их конфискованные владения. Это принесло ему большую выгоду и его влияние в Северной Англии стало весьма значительным. От двух браков Ральф оставил обширное потомство. По завещанию, составленному в 1424 году, он лишил детей от первого брака большинства владений. Старший сын, Джон Невилл, умер раньше отца, его сын Ральф в завещании даже не упоминался. Ещё один сын, Ральф, женатый на дочери Джоан Бофорт от первого брака, по завещанию отца получил только маноры Байвелл и Стифорд в Нортумберленде. Основная часть владений была унаследована сыновьями от второго брака. Ральф Невилл, унаследовавший в 1425 году титул графа Уэсморленда, но лишённый большей части законного наследства в результате действий деда, которые историк Чарльз Росс назвал «амбициозным семейным мошенничеством», безуспешно пытался его вернуть. Хотя по урегулированию 1443 года он смог получить Рэби, но остальные владения так и остались у потомков Джоан Бофорт.
Основным наследником владений Невиллов стал Ричард Невилл (ок. 1400—1460), старший сын 1-го графа Уэстморленда от второго брака. Он получил большую часть владений рода, включая маноры Пенрит, Шериф Хаттон, Мидлэм и Рэби. Кроме того, в 1422 году он женился на Элис Монтегю, 5-й графине Солсбери, единственной дочери и наследнице Томаса Монтегю, 4-го графа Солсбери, и благодаря этой женитьбе приобрёл титул графа Солсбери и богатые владения Монтегю. Будучи родственником короля Генриха VI по матери, он был близок к Ланкастерам. Росту его влияния помогли также удачные браки его детей. Старшего сына Ричарда он женил на Анне де Бошан, дочери Ричарда де Бошана, 13-го графа Уорика и Изабеллы ле Диспенсер, что в итоге принесло ему титул графа Уорика и обширные владения Бошанов и Диспенсеров. Его сестра Сесилия была замужем за Ричардом, герцогом Йоркским, а его брат Роберт был епископом Дарема. Хотя он и вынужден был передать Рэби своему старшему брату, но благодаря королевским пожалованиям он смог увеличить свои владения. А получив ряд должностей, включая должность хранителя Западной Шотландской марки, Невиллы заняли доминирующее положение в Северной Англии: к началу 1450-х годов граф Солсбери и его близкие родственники контролировали полосу в Северной Англии от побережья до побережья. Кроме того, на его службе находились многие землевладельцы Йоркшира, Камберленда и Уэстморленда.

### Геополитическая ситуация в Северной Англии в начале 1450-х годах
Основными крупными землевладельцами в Северной Англии в это время были 4 рода: Невиллы, Перси, король Генрих VI (как владелец герцогства Ланкастер) и Ричард, герцог Йоркский. Однако основное соперничество за доминирование в регионе шло между Невиллами и Перси, поскольку король и герцог Йоркский фактически были отсутствующими землевладельцами.
Возвышение графа Солсбери, занимавшего ведущие позиции в Северной Англии, вызывало большое недовольство Генри Перси, 2-го графа Нортумберленда, который пытался сохранить лидирующие позиции в Северной Англии. Однако по сути под его контролем находился только Нортумберленд, а в Камберленде и Йоркшире, где Перси также были крупными землевладельцами, первое место занимал граф Солсбери. Летом 1453 года это соперничество переросло в открытую войну.
К конфликту привело несколько причин. По мнению историка Ральфа Гриффитса, его непосредственной причиной стал брак Томаса Невилла, второго сына графа Солсбери, с Мод Стэнхоуп, вдовой Роберта, 6-го барона Уиллоуби из Эрзби и богатой наследницей. Мод была племянницей и сонаследницей одного из самых богатых и влиятельных магнатов королевства Ральфа Кромвеля, который враждовал минимум с двумя другими влиятельными людьми. Брак его племянницы с представителем дома Невиллов позволил ему получить союзников против своих врагов. Также благодаря этому браку Невиллы получили ранее принадлежавшие Перси маноры Рессл и Беруэлл, которые граф Нортумберленд, вероятно, надеялся вернуть. Перспектива окончательной утраты своих древних владений стала для Перси последней каплей.
При этом конфликт между Невиллами и Перси происходил на фоне династического кризиса в Англии. Король Англии Генрих VI, ставший королём в младенческом возрасте, оставался единственным представителем династии Ланкастеров, ибо братья его отца умерли, не оставив законного потомства. Хотя король и женился в 1445 году на Маргарите Анжуйской, но брак долгое время был бездетным. Кроме того, Генрих VI унаследовал от своего деда по матери, французского короля Карла VI душевную болезнь, в результате которой он временами становился недееспособным. Впервые этот недуг проявился в августе 1453 года. Незадолго до этого Англия окончательно проиграла в Столетней войне, потеряв Гасконь, что было крайне болезненной утратой для королевства. Хотя королева и ждала ребёнка (единственный сын Генриха VI родился в октябре 1453 года), но возник вопрос о том, кто будет управлять королевством при недееспособном короле (или несовершеннолетнем наследнике).
Очевидным претендентом на эту роль был ближайший родственник короля Ричард, герцог Йоркский, однако его кандидатура не устраивала ближнее окружение Генриха VI. Королева Маргарита Анжуйская, которая к 1450 году смогла подчинить мужа своему влиянию, предпринимала усилия, чтобы отстранить герцога от управления Англией, однако тот пользовался поддержкой парламента. Противостояние окружения короля и Ричарда Йоркского привело в начале 1452 года к вооружённому мятежу герцога, который закончился в марте примирением сторон: герцог распустил свою армию, взамен он получил королевское помилование. Когда Генрих VI стал недееспособным в июле 1453 года, Ричард Йоркский был назначен протектором (регентом) королевства, несмотря на противодействие королевы и её сторонников. Это назначение состоялось, в том числе, благодаря влиянию Невиллов: герцог был зятем графа Солсбери. Граф Нортумберленд, напротив, поддерживал королеву и её окружение.
На династический кризис, который привёл к слабости центральной власти, накладывался и экономический кризис: с 1430-х годов колоссально вырос внутренний долг. Он был связан не только с проигрышем Англии в Столетней войне, но и с чрезмерным расточительством юного короля и его окружения, что вызывало крайнее недовольство в обществе.

## Начало конфликта
Свадьба Томаса Невилла и Мод Стэнхоуп состоялась в августе 1453 года в принадлежавшем Ральфу Кромвелю замке Таттершолл. Когда новобрачные возвращались в Йоркшир, 24 августа они были атакованы около Хеворт Мура отрядом Перси, который собрал Томас Перси, барон Эгремонт, младший сын графа Нортумберленда. Эгремон намеревался «уничтожить весь отряд Невиллов» на пути к их владениям. При этом неизвестно, был ли граф Нортумберленд в курсе планов своего сына.
В столкновении участвовали почти все представители кланов Невиллов и Перси. Хроники не указывают численность сторон. Отряд Перси, скорее всего, превышал тысячу человек и, вероятно, его численность была выше, чем у Невиллов, но и их сопровождала большая свита, вероятно, бо́льшая, чем рассчитывал Эгремон. Результаты стычки неизвестны, также нет сведений о пострадавших.
По мнению Гриффитса, конфликт усилился после рождества 1453 года. 6 мая 1454 года Эгремонт разграбил дом графа Солсбери в Йорке, а неделю спустя — дом в Скипвите.

## Вмешательство короны
12 июля 1454 года Генрих VI и королевский совет создали комиссию для решения конфликта, которую возглавили графы Солсбери и Нортумберленд. Однако через 2 недели она была распущена, что, по мнению Гриффитса, объясняется тем, что она не была эффективна и не могла решить проблему. Кроме того, Гриффитс указывает, что комиссия состояла из нескольких вассалов Невиллов, демонстрировавших явную пристрастность, что не устраивало Нортумберленда.
К 27 июля ситуация на севере настолько обострилась, что корона фактически потеряла контроль в регионе. Обоим графам было послано сообщение, в котором на них возлагалась ответственность за прекращение конфликта и призыв держать своих сыновей в узде. В это время была создана новая комиссия, в которую не вошли оба графа, но было большое число юристов. Кроме того, увеличился её географический охват, в неё входили представители не только Йорка и окрестностей, как в первой комиссии, но и Нортумберленда, Камберленда, Уэстморленда и Йоркшира в целом. Корона также продолжала писать графам, требуя от них способствовать сохранению мира. Отправлялись послания с угрозами санкций и младшим сыновьям графов. Однако призывы короля и парламента эффекта не возымели, младшие сыновья Солсбери и Нортумберленда продолжали собирать войска. По мнению Гриффитса, причиной, по которой корона не могла погасить конфликт, была в недееспособности короля в это время, а управлявший Англией совет не мог себе позволить оттолкнуть магнатов, поддержка которых могла понадобиться.

## Битва у Стэмфорд-Бриджа
Постепенно противостояние Невиллов и Перси перерастало в настоящую войну. В отместку за нападение на дома графа Солсбери его сын Джон напал на дом Нортумберленда в Каттоне в Йоркшире, почти разрушив его. В ответ Ричард Перси, сын Нортумберленда, напал на принадлежавший Невиллам дом. Опасность гражданской войны усилилась, когда обе стороны стали созывать своих арендаторов в замки. Так 20 октября Перси собрали в замке Топклиф почти 10 тысяч человек. Однако после нескольких угроз короны стороны достигли перемирия.
31 октября 1454 года (по другим сведениям 1 или 2 ноября) около Стэмфорд Бридж, одного из поместий графа Солсбери, Томас и Джон Невиллы смогли организовать засаду, в которой барон Эгремонт и его младший брат Ричард Перси попали в плен. Гриффитс указывает, что в этом столкновении были сотни убитых и много раненых. Вероятно, что причиной победы Невиллов стало предательское бегство Питера Лоунда, судебного пристава принадлежавшего Перси поместья Поклингтон. Обоих сыновей графа Нортумберленда перевезли сначала в Мидлхемский замок, а потом передали под стражу герцогу Йоркскому. В ноябре братья предстали перед парламентом и были осуждены за злоупотребления, их приговорили к заключению в Ньюгетскую тюрьму. Графу Солсбери, его жене и сыновьям были присуждены огромные штрафы на общую сумму до 16800 марок. Гриффитс указывает, что эта сумма была высчитана с учётом ущерба, нанесённого поместьям Невиллов во время войны. Барон Эгремонт пробыл в заключении 2 года, после чего сбежал, что вызвало гнев Невиллов.

## Последующие события
Фактическим правителем Англии при недееспособном Генрихе VI был герцог Йоркский, союзник Невиллов. Но в рождество 1454 года король Генрих VI неожиданно пришёл в себя и правление герцога Йоркского окончилось. Противостояние между сторонниками короля («Ланкастерами») и сторонниками герцога Йорка («Йорками») вылилось в вооружённый конфликт, известный как «Война Алой и Белой розы».
Противостояние между Невиллами и Перси во время войны Алой и Белой розы продолжилось, при этом Перси держали сторону Ланкастеров, а Невиллы — Йорков. После того как в 1455 году в Первой битве при Сент-Олбансе погиб граф Нортумберленд, глава рода Перси, к феодальной вражде прибавилась и кровная месть. Однако это не помешало Невиллам перейти на сторону Ланкастеров после того, как между Эдуардом IV и графом Уориком начались разногласия. Существует гипотеза, высказанная историком Энтони Поллардом, по которой войну Алой и Белой розы следует рассматривать не только как противостояние между Ланкастерами и Йорками, но и как войну между Невиллами и Перси, но она не получила поддержки других историков. По наиболее распространённой версии, хотя связь между междоусобной войной Невиллов и Перси и последующей войной Алой и Белой розы существует, но она не является основной причиной войны, поскольку та являлась следствием слабости центральной власти.
В сражениях войны Алой и Белой розы погибли многие представители Невиллов и Перси. В июле 1460 года в битве при Нортгемптоне погиб барон Эгремон, а 30 декабря в битве при Уэйкфилде — Томас Невилл. Его отец, граф Солсбери, был захвачен в плен и на следующий день казнён. В 1461 году в битве при Таутоне погиб Генри Перси, 3-й граф Нортумберленд, в 1464 году в битве при Эджкот-Мур — сэр Ральф Перси. А в 1471 году в битве при Барнете были убиты Ричард Невилл, граф Уорик и его брат Джон. В результате войны Невиллы из Солсбери потерпели полное крушение, погибли почти все представители клана, что привело к угасанию вражды Невиллов и Перси. Перси, наоборот, были восстановлены в правах.
Междоусобная война Невиллов и Перси не является чем-то уникальным для Англии этого периода. В это же время враждовали роды Кортни и Бонвил в Западной Англии; с конца 1410-х годов у виконтов Лайл и баронов Баркли был долгий феодальный конфликт из-за замка Баркли. Все эти конфликты продолжались во время войны Алой и Белой розы, когда представители враждующих родов оказывались по разные стороны. Все феодалы просто использовали войну, чтобы решить свои собственные проблемы.